# 国際郵便
国際郵便（こくさい ゆうびん、英: international post、仏: poste internationale）とは、「単一の国家等において指定された事業体が異なる地域」間における郵便」をいう。

## 概要
国際郵便については、国際連合の専門機関として万国郵便連合（仏: Union postale universelle, UPU）がある。万国郵便連合においては、「万国郵便条約」をはじめとする各種の条約を採択しており、それらの条約に基づいて業務が行われる。そのため、国際郵便ではフランス語または英語が使用されている。
国際郵便で取り扱う郵便物は、普通、国際郵便物と呼ばれる。国際郵便物は、種類に応じて、税関による検査を受けることもあり、配達までに必要な時間が増えることがある。

## 日本における国際郵便
日本における国際郵便の取り扱いについては、郵便法（昭和22年法律第165号）に基き総務省が監督する特殊会社である日本郵便株式会社（以下日本郵便）が条約上の「指定された事業体」にあたり、郵便法の「第2条 （郵便の実施）」に基き「郵便の業務」として国際郵便の業務を行う。
日本郵便の「国際郵便約款」第1条第1項は、「外国にあて又は外国から到着する郵便物」を「国際郵便物」と定めている。なお国際郵便約款第4条において、北方諸島（歯舞群島、色丹島、国後島及び択捉島をいう）は、「当分の間、外国とみなす」となっている。
なお、「国際スピード郵便物」（EMS）と、「航空扱い」とした「小包郵便物」については、「郵便追跡サービス」の使用が可能である。

## 日本における国際郵便物

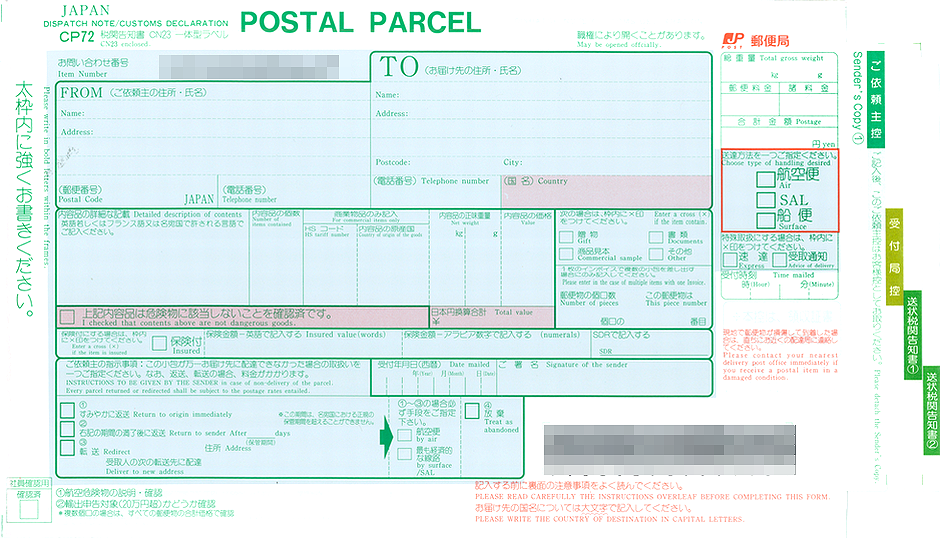
国際小包の送付ラベル

日本郵便が「国際郵便約款」の第9条等において次の通り、国際郵便物について規定している。

### 種類
- 通常郵便物
  - 優先郵便物（航空優先大量郵便物「Dメール」）および非優先郵便物（航空非優先大量郵便物「Pメール」）
  - 書状、郵便葉書、印刷物および小形包装物
  - 点字郵便物
  - 特別郵袋印刷物
- 小包郵便物
- 国際スピード郵便物（EMS）

### 扱い
日本国外あての通常郵便物および小包郵便物については、航空扱い、SAL（Surface air lift。陸上路航空）扱い（通常郵便物については、印刷物および小形包装物に限る。）および船便扱いが、条件に応じて行われる。

### 特殊取扱
日本国外あての通常郵便物および小包郵便物については、条件に応じて特殊取扱が可能である。
- 書留
- 受取通知
- 保険付

### 在日米軍基地における取り扱い
日本国内から在日米軍基地宛ての郵便物並びに在日米軍基地から日本国内宛ての郵便物は、日本郵便の「国際郵便約款」第109条により、国際郵便物として扱われる。
在日米軍関係の郵便物において取り扱う種類は、通常郵便物（書状、郵便葉書、印刷物、小形包装物）と小包郵便物のみとなっている。特殊取扱も、書留（通常郵便物に限る）、保険付（小形包装物に限る）、受取通知（書留とする通常郵便物及び保険付とする小包郵便物に限る）となっており、特殊取扱料金も国際郵便物と同一である。在日米軍関係の通常郵便物の料金は、日本国内の通常郵便物に準ずる。在日米軍関係の小包郵便物に関しては、サイズはゆうパックに準ずるが、エリアは東京都・沖縄県、東北・東京都を除く関東・中部、近畿、中国・四国、北海道・九州の5つのエリアに分ける。
在日米軍基地宛ての通常郵便物の差出方法は、Air Force Post Office (APO) /Fleet Post Office (FPO) と5桁または9桁の番号を記載する。在日米軍基地宛ての小包郵便物の発送方法は、原則として「国際小包ラベル」を使用し、Air Force Post Office (APO) /Fleet Post Office (FPO) と5桁または9桁の番号を記載し、送達方法の欄および国名欄は空白とする。国際郵便マイページラベルを使用する場合は、送達方法の欄および国名欄を抹消する。
なお、アメリカ合衆国並びに日本国外にある米軍基地宛ての国際郵便物に関しては、通常の国際郵便物と同様に扱われるが、受取人の住所としてAir Force Post Office (APO) /Fleet Post Office (FPO) と5桁または9桁の番号が記載された場合、国によっては宛名が不完全であるとして返送される場合がある。

### 通関電子データの送信
2021年1月1日から、万国郵便連合において通関電子データの送信が義務化された。これに伴い、アメリカ合衆国やヨーロッパ等の国・地域宛てにおけるEMS（物品などを送る場合に限る）と小包通便物は、通関電子データを送信しない場合、引き受けを拒否される。2024年3月1日からは、全ての日本国外宛てにおけるEMS（物品などを送る場合に限る）、小包通便物、印刷物（物品などを送る場合に限る）、特別郵袋印刷物、書状（物品などを送る場合に限る）、その他の通常郵便物（物品などを送る場合に限る）は、通関電子データを送信しない場合、引き受けを拒否される。

### 地帯
国際郵便料金は地帯によって異なる。通常郵便物は4地帯、小包郵便物とEMSは5地帯に分かれている。小包郵便物とEMSは、2022年6月1日に地帯の見直しが実施され、第3地帯と第4地帯には特別追加料金が導入された。
通常郵便物
| 地帯    | 国・地域                                     | 備考 |
| ------- | -------------------------------------------- | --- |
| 第1地帯 | アジア                                       | |
| 第2地帯 | オセアニア・カナダ・中米・中近東・ヨーロッパ | 北方諸島、マヨット、スペインの海外領土、アゾレス諸島、マデイラ諸島も含む グアム等アメリカの海外領土、フランスの海外県の一部（レユニオン、仏領ギアナ）、イギリスの海外領土の一部（アセンション、セントヘレナ、トリスタン･ダ・クーニャ、フォークランド諸島）は除く |
| 第3地帯 | 南米・アフリカ                               | レユニオン、仏領ギアナ、アセンション、セントヘレナ、トリスタン･ダ・クーニャ、フォークランド諸島も含む マヨット、スペインの海外領土、アゾレス諸島、マデイラ諸島は除く                                                                                             |
| 第4地帯 | アメリカ合衆国                               | 海外領土（グアム、サイパン、ミッドウェー諸島、北マリアナ諸島、ウェーキ、米領サモア、プエルトリコ、米領ヴァージン諸島）も含む |

小包郵便物・EMS
| 地帯    | 国・地域                                                                     | 備考 |
| ------- | ---------------------------------------------------------------------------- | --- |
| 第1地帯 | 中国・韓国・台湾                                                             | |
| 第2地帯 | アジア                                                                       | 中国・韓国・台湾は除く |
| 第3地帯 | オセアニア・カナダ・メキシコ・サンピエール島・ミクロン島・中近東・ヨーロッパ | 北方諸島、マヨット、スペインの海外領土、アゾレス諸島、マデイラ諸島も含む グアム等アメリカの海外領土、仏領ポリネシアとマヨット以外のフランスの海外県・海外準県、ジブラルタル・ピトケアン諸島・イギリス領南極地域以外のイギリスの海外領土、オランダカリブ領域、シント・マールテン、キュラソーは除く |
| 第4地帯 | アメリカ合衆国                                                               | 海外領土（グアム、サイパン、ミッドウェー諸島、北マリアナ諸島、ウェーキ、米領サモア、プエルトリコ、米領ヴァージン諸島）も含む |
| 第5地帯 | メキシコ以外の中南米・アフリカ                                               | 仏領ポリネシアとマヨット以外のフランスの海外県・海外準県、ジブラルタル・ピトケアン諸島・イギリス領南極地域以外のイギリスの海外領土、オランダカリブ領域、シント・マールテン、キュラソーも含む マヨット、スペインの海外領土、アゾレス諸島、マデイラ諸島、プエルトリコ、米領ヴァージン諸島は除く     |

## 日本における国際郵便交換局
日本国内で国際郵便物の通関交換業務を取り扱う郵便局および過去に取り扱っていた郵便局は、下表のとおり。

### 現在の取扱局
| 局名           | 税関出張所                 | 所在地               | 取扱開始年 | 現在の主な取扱郵便物                    | 他の取扱業務                 |
| -------------- | -------------------------- | -------------------- | ---------- | --------------------------------------- | ---------------------------- |
| 東京国際郵便局 | 東京税関東京外郵出張所     | 東京都江東区         | 1968年     | EMS（東日本）                           |                              |
| 川崎東郵便局   | 横浜税関川崎外郵出張所     | 神奈川県川崎市川崎区 | 2013年     | 航空小包（東日本）、航空通常、SAL、船便 | 地域区分局                   |
| 中部国際郵便局 | 名古屋税関中部外郵出張所   | 愛知県常滑市         | 2006年     | EMS・航空小包（中部）                   |                              |
| 大阪国際郵便局 | 大阪税関大阪外郵出張所     | 大阪府泉南市         | 1994年     | EMS・航空小包（近畿、中国、四国）       | 集配                         |
| 新福岡郵便局   | 門司税関福岡外郵出張所     | 福岡県福岡市東区     | 2007年     | EMS・航空小包（九州）                   | 地域区分局                   |
| 那覇中央郵便局 | 沖縄地区税関那覇外郵出張所 | 沖縄県那覇市         | 1972年     | EMS・航空小包（沖縄県）                 | 地域区分局、集配、銀行、保険 |

### 過去の取扱局

#### 民営化前の取扱廃止局
| 局名             | 税関出張所                             | 所在地               | 取扱廃止年 | 引継先郵便局   |
| ---------------- | -------------------------------------- | -------------------- | ---------- | -------------- |
| 札幌中央郵便局   | 函館税関札幌税関支署札幌外郵出張所     | 北海道札幌市東区     | 1999年     | 川崎港郵便局   |
| 函館中央郵便局   | 函館税関函館外郵出張所                 | 北海道函館市         | 1999年     | 川崎港郵便局   |
| 横浜港郵便局     | 横浜税関横浜外郵出張所                 | 神奈川県横浜市中区   | 1999年     | 川崎港郵便局   |
| 東京中央郵便局   | 東京税関東京外郵出張所                 | 東京都千代田区       | 1968年     | 東京国際郵便局 |
| 東京空港郵便局   | 東京税関羽田税関支署羽田外郵出張所     | 東京都大田区         | 1978年     | 東京国際郵便局 |
| 名古屋中央郵便局 | 名古屋税関名古屋外郵出張所             | 愛知県名古屋市西区   | 2006年     | 中部国際郵便局 |
| 大阪中央郵便局   | 大阪税関大阪外郵出張所                 | 大阪府大阪市北区     | 1994年     | 大阪国際郵便局 |
| 神戸中央郵便局   | 神戸税関神戸外郵出張所                 | 兵庫県神戸市中央区   | 1958年     | 神戸港郵便局   |
| 神戸港郵便局     | 神戸税関神戸外郵出張所                 | 兵庫県神戸市中央区   | 1999年     | 神戸中央郵便局 |
| 京都中央郵便局   | 大阪税関京都税関支署京都外郵出張所     | 京都府京都市下京区   | 1999年     | 神戸中央郵便局 |
| 下関郵便局       | 門司税関下関税関支署下関外郵出張所     | 山口県下関市         | 1999年     | 神戸中央郵便局 |
| 門司郵便局       | 門司税関門司外郵出張所                 | 福岡県北九州市門司区 | 1999年     | 神戸中央郵便局 |
| 長崎中央郵便局   | 長崎税関長崎外郵出張所                 | 長崎県長崎市         | 1999年     | 神戸中央郵便局 |
| 博多郵便局       | 門司税関博多税関支署博多外郵出張所     | 福岡県福岡市博多区   | 2007年     | 新福岡郵便局   |
| 鹿児島中央郵便局 | 長崎税関鹿児島税関支署鹿児島外郵出張所 | 鹿児島県鹿児島市     | 1972年     | 那覇郵便局     |
| 名瀬郵便局       | 長崎税関名瀬税関支署名瀬外郵出張所     | 鹿児島県奄美市       | 1972年     | 那覇郵便局     |

#### 民営化後の取扱廃止局
| 局名               | 税関出張所                 | 所在地               | 取扱廃止年 | 引継先郵便局 |
| ------------------ | -------------------------- | -------------------- | ---------- | ------------ |
| 神戸中央郵便局     | 神戸税関神戸外郵出張所     | 兵庫県神戸市中央区   | 2011年     | 川崎港郵便局 |
| 川崎港郵便局       | 横浜税関川崎外郵出張所     | 神奈川県川崎市川崎区 | 2013年     | 川崎東郵便局 |
| 成田国際空港郵便局 | 東京税関成田航空貨物出張所 | 千葉県成田市         | 2013年     | 川崎東郵便局 |